# 아지즈베크 투르군보예프
아지즈베크 투르군보예프(우즈베크어: Azizbek Turgʻunboyev, 러시아어: Азизбек Тургунбоев, 1994년 10월 1일 ~ )는 우즈베키스탄의 축구 선수이며 포지션은 윙어이다. 현재 시바스스포르 소속이다.